# Matt Vest
Matthew Lee "Matt" Vest (Kettering, Ohio, 17 de septiembre de 1992) es un baloncestista estadounidense que pertenece a la plantilla del Science City Jena de la ProA, la segunda división alemana. Con 1,95 metros de estatura, juega en la posición de base.

## Trayectoria deportiva

### Universidad
Jugó cuatro temporadas con los Raiders de la Universidad Estatal Wright, en las que promedió 5,0 puntos, 2,8 rebotes y 1,7 asistencias por partido. En su última temporada fue incluido en el mejor quinteto defensivo de la Horizon League.

### Profesional
Tras no ser elegido en el Draft de la NBA de 2014, en el mes de mayo firmó por el BiG Oettinger Rockets Gotha de la ProA alemana. Jugó una temporada en la que promedió 6,2 puntos y 3,3 rebotes por partido.
En octubre de 2015, sin cambiar de liga, fichó por el Uni Baskets Paderborn, donde permaneció dos temporadas, promediando en la segunda de ellas 13,3 puntos y 5,6 asistencias por partido.
En julio de 2017 firmó contrato con el RheinStars Köln. Jugó una temporada, promediando 7,7 puntos y 3,1 asistencias por encuentro. La tremporada siguiente fierm´por el BV Chemnitz 99.